# اسپیدارتپه
اسپیدارتپه در شهرستان گرگان، بخش مرکزی، روستای کفشگیری واقع شده و این اثر در تاریخ ۱۰ بهمن ۱۳۸۳ با شمارهٔ ثبت ۱۱۲۷۳ به‌عنوان یکی از آثار ملی ایران به ثبت رسیده است.